# Parafia Miłosierdzia Bożego w Dziepółci
Parafia Miłosierdzia Bożego w Dziepółci – parafia rzymskokatolicka znajdująca się w archidiecezji częstochowskiej, w dekanacie Radomsko – św. Lamberta.
Parafia została erygowana 2 lutego 1986 roku przez bp. Stanisława Nowaka. Funkcję pierwszego proboszcza powierzono ks. Markowi Czerneckiemu.
Kościół parafialny Miłosierdzia Bożego w Dziepółci (dawny kościół poewangelicki) został zbudowany w latach 1910–1915, w stylu neogotyckim.